# 新民會 (臺灣)
新民會受梁啟超的「新民思想」影響成立於1920年1月11日，是台灣日治時期由在日台灣留學生於1919年開始組織的第一個政治運動團體。其目的在於從事政治社會改革運動，以增進台灣同胞幸福。前身為1918年（大正7年）末組成的「啟發會」，為擴大並強化組織，以旅日台灣留學生蔡式穀、林呈祿、吳三連等人為核心，加上部分旅日台灣士紳，使啟發會改組成為「新民會」。會長為林獻堂、副會長為蔡惠如，而會員中較為活躍的有彭華英、蔡培火、王敏川、林呈祿等。在新民會成立大會上，並訂定3個決議目標，分別為「為增進台灣同胞之幸福，開始政治改革運動」、「為擴大宣傳，發行機關雜誌」、「尋求與中國同志接觸之途徑」，第一項的落實工作就是「六三法撤廢運動」的推動。第二項的落實則為發行機關報《台灣青年》月刊，而成員蔡惠如、彭華英、林呈祿也曾與中國政治人物往來，執行了第三項。同年，參加新民會的留學生亦成立「台灣青年會」，後改稱「東京台灣青年會」，而新民會的對外公開活動，都以東京台灣青年會的名義舉辦。到了1927年（昭和2年），新民會多數重要幹部多已離散，於是將會長制改為理事會制，推舉士紳楊肇嘉為常務理事。
1925年，從蘇聯回到日本進入日本大學的台灣青年許乃昌，成為東京台灣青年會的左傾學生中堅與楊逵、高天成、楊雲萍等一同研讀馬克思主義，後更進一步成立社會科學研究部，為日本共產黨之外圍組織，1928年1月台灣共產黨成立之後，4月由陳來旺在東京成立台共東京特別支部，逐步爭取台灣在東京的留學生加入，至1929年2月，右派幹部已完全被排除，完全改造為左翼團體，並成為台共附隨組織，1929年4月16日，警視廳展開第三次大檢舉，從日共黨人中搜到台共黨人名單，以此查獲台灣島內解放戰線，受到日本警方嚴密監控，雖有推動更生運動，但組織活動至1930年代之後日趨隱沒沉寂了。

## 相關詞條

### 前身：啟發會
- 「啟發會」的重要成員：羅萬俥、王敏川、黃呈聰、吳三連、莊垂勝、林攀龍等人。
- 「啟發會」致力於：六三法撤廢運動。[3]

### 「新民會」
- 機關刊物：台灣青年。
- 「新民會」的重要成員：蔡式穀、林呈祿、吳三連、蔡惠如、彭華英、蔡培火、王敏川、黃呈聰、楊肇嘉等人。[1]
- 致力推動的主要活動：六三法撤廢運動、台灣議會設置請願運動。
- 參加新民會的留學生後來成立「台灣青年會」，後來改稱「東京台灣青年會」。[4]

### 機關刊物：台灣青年
- 曾贊助該刊的人士：蔡惠如、辜顯榮、林熊徵、顏雲年等人士。
- 社址：東京府東京市麴町區飯田町。
- 編輯群：彭華英、王敏川、林呈祿、蔡惠如、蔡培火等人士。
- 大正11年（西元1922年；民國11年）4月1日改名，名為「台灣」。

### 相關組織：台灣議會期成同盟會
- 致力推動的活動：台灣議會設置請願運動。
- 該會後來引發以下的事件：治警事件。